# Mario Party
Mario Party (jap. マリオパーティ Mario Pāti) – seria komputerowych gier towarzyskich stworzona przez Hudson Soft i wydawana przez Nintendo. W grze występują postaci z franczyzy Mario, w których do czterech graczy lub kontrolowanych przez komputer postaci konkurują w grze planszowej pomieszanej z minigrami. Projektowany przez Shigeru Miyamoto i reżyserowany przez Kenji Kikuchi, gry są obecnie opracowywane przez Nintendo Cube i opublikowane przez Nintendo, a wcześniej opracowane przez Hudson Soft. Seria jest znana ze swoich elementów towarzyskich, w tym często nieprzewidywalnych trybów gier multiplayer, które pozwalają grać z maksymalnie czterema, a czasami ośmioma, ludzkimi graczami lub procesorami.
Po opracowaniu Mario Party 8 kilku kluczowych projektantów Hudson Soft odeszło, aby pracować dla spółki zależnej Nintendo, NDcube, twórcy Wii Party. Począwszy od 2012 roku, wraz z Mario Party 9, NDcube przejął rozwój serii od Hudson Soft. Pierwsza odsłona serii na Nintendo Switch, Super Mario Party, została wydana 5 października 2018 roku.
Seria początkowo spotkała się z ogólnie pozytywnym przyjęciem, ale wraz z jej rozwojem odbiór stawał się coraz bardziej zróżnicowany, aż do ery Switcha, kiedy gra zyskała na popularności. Seria jest rekordzistką najdłużej trwającej serii minigier. Według stanu na marzec 2025 roku Nintendo odnotowało łączną sprzedaż na całym świecie przekraczającą 84 miliony egzemplarzy serii Mario Party .

## Gry
| Tytuł                      | Rok  | Konsola     | Konsola  | Konsola | Konsola         | Konsola           | Konsola | Urządzenie przenośne | Urządzenie przenośne | Urządzenie przenośne |
| Tytuł                      | Rok  | Nintendo 64 | GameCube | Wii     | Nintendo Switch | Nintendo Switch 2 | Wii U   | Game Boy Advance     | Nintendo DS          | Nintendo 3DS         |
| -------------------------- | ---- | ----------- | -------- | ------- | --------------- | ----------------- | ------- | -------------------- | -------------------- | -------------------- |
| Mario Party                | 1998 | T           | N        | N       | N               | N                 | N       | N                    | N                    | N                    |
| Mario Party 2              | 1999 | T           | N        | [ a ]   | N               | N                 | N       | N                    | N                    | N                    |
| Mario Party 3              | 2000 | T           | N        | N       | N               | N                 | N       | N                    | N                    | N                    |
| Mario Party 4              | 2002 | N           | T        | N       | N               | N                 | N       | N                    | N                    | N                    |
| Mario Party-e              | 2003 | N           | N        | N       | N               | N                 | N       | [ b ]                | N                    | N                    |
| Mario Party 5              | 2003 | N           | T        | N       | N               | N                 | N       | N                    | N                    | N                    |
| Mario Party 6              | 2004 | N           | T        | N       | N               | N                 | N       | N                    | N                    | N                    |
| Mario Party Advance        | 2005 | N           | N        | N       | N               | N                 | N       | T                    | N                    | N                    |
| Mario Party 7              | 2005 | N           | T        | N       | N               | N                 | N       | N                    | N                    | T                    |
| Mario Party 8              | 2007 | N           | N        | T       | N               | N                 | N       | N                    | N                    | N                    |
| Mario Party DS             | 2007 | N           | N        | N       | N               | N                 | N       | N                    | T                    | N                    |
| Mario Party 9              | 2012 | N           | N        | T       | N               | N                 | N       | N                    | N                    | N                    |
| Mario Party: Island Tour   | 2013 | N           | N        | N       | N               | N                 | N       | N                    | T                    | N                    |
| Mario Party 10             | 2015 | N           | N        | T       | N               | N                 | N       | N                    | N                    | N                    |
| Mario Party: Star Rush     | 2016 | N           | N        | N       | N               | N                 | N       | N                    | N                    | T                    |
| Mario Party: The Top 100   | 2017 | N           | N        | N       | N               | N                 | N       | N                    | N                    | T                    |
| Super Mario Party          | 2018 | N           | N        | N       | T               | N                 | N       | N                    | N                    | N                    |
| Mario Party Superstars     | 2021 | N           | N        | N       | T               | N                 | N       | N                    | N                    | N                    |
| Super Mario Party Jamboree | 2024 | N           | N        | N       | T               | T                 | N       | N                    | N                    | N                    |

## Rozgrywka
Każda gra z głównej serii posiada standardowy tryb Party Mode, w którym maksymalnie czterech graczy gra na planszy, starając się zebrać jak najwięcej gwiazdek. W każdej turze każdy gracz rzuca kostką (Dice Block) i posuwa się naprzód na planszy, która zazwyczaj ma rozgałęzione ścieżki. Monety zdobywa się przede wszystkim za dobre wyniki w minigrze rozgrywanej na koniec każdej tury. Na większości plansz gracze zdobywają gwiazdki, docierając do pola gwiazdki i kupując gwiazdkę za 20 monet (tradycyjnie). Pole gwiazdki pojawia się losowo w jednej z kilku z góry określonych lokalizacji i przesuwa się za każdym razem, gdy zostanie zakupiona gwiazdka, zazwyczaj zajmując niebieskie pole. Na niektórych planszach lokalizacja gwiazdki jest stała.
Każda gra Mario Party zawiera co najmniej 50 do 112 minigier o kilku różnych typach. Gry czteroosobowe to gry typu „każdy na każdego”, w których gracze rywalizują indywidualnie. W minigrach 2 na 2 i 1 na 3 gracze rywalizują w dwóch grupach, współpracując ze sobą, aby wygrać, mimo że w grze głównej nadal rywalizują indywidualnie. Niektóre minigry w Mario Party są przeznaczone dla czterech graczy w trybie kooperacji, mimo że nie jest to wyraźnie zaznaczone. W większości przypadków zwycięzcy otrzymują po dziesięć monet.
Minigry bitewne pojawiły się po raz pierwszy w Mario Party 2. Przypominają one gry czteroosobowe, ale zamiast dziesięciu monet dla każdego zwycięzcy, każdy gracz dokłada losowo wybraną liczbę monet (lub wszystkie monety, jeśli graczowi nie uda się zgromadzić wystarczającej puli). Zwycięzca minigry otrzymuje około 70% puli, zdobywca drugiego miejsca pozostałe 30%, a losowy gracz od czasu do czasu otrzymuje monety pozostałe po zaokrągleniu.
Minigry pojedynkowe zadebiutowały w Mario Party 2 i zostały pominięte w Mario Party 4 (chociaż wszystkie minigry fabularne to pojedynki), ale powracają w Mario Party 5. W grach pojedynkowych dwóch graczy staje przeciwko sobie. W trybie imprezowym jeden z graczy rozpoczyna pojedynek, stawiając monety lub nawet gwiazdki przeciwko innemu graczowi. Zwycięzca pojedynku otrzymuje wszystkie postawione monety lub gwiazdki. Począwszy od Mario Party 7, gracz nie wybiera już zakładu w pojedynku, zamiast tego pojedynek się odbywa, a nagroda dla zwycięzcy, jeśli taka istnieje, jest ustalana losowo.
Minigry z Bowserem pojawiają się w Mario Party 4, w których gracze starają się uniknąć poparzenia ognistym oddechem Bowsera w przypadku przegranej. W takiej sytuacji muszą oddać monety, gwiazdki lub przedmioty. W Mario Party 7 wprowadzono wersję dla jednego gracza, w którą może grać tylko jedna osoba.
Mario Party 9 wprowadziło nowy zestaw minigier związanych z Bowserem Jr. W tych minigrach Bowser Jr. wyzywa dwóch graczy do walki w minigrze. Jeśli uda im się go pokonać, obaj gracze otrzymają pięć Mini Gwiazdek. W przeciwnym razie Bowser Jr. odbierze po pięć od każdego z graczy.
Mario Party 9 wprowadzona została również mechanika samochodowego. W Mario Party 9 i Mario Party 10 każdy gracz porusza się po planszy samochodem, zamiast poruszać się niezależnie od siebie. Mario Party 9 kładzie mniejszy nacisk na strategię, a jego minigry nie wpływają na grę planszową w sposób, w jaki miało to miejsce w poprzednich grach Mario Party. Krytycy ostro skrytykowali mechanikę samochodową; Destructoid zauważył: „Nadmierne poleganie na losowości zamiast strategii może szybko zepsuć doświadczenie, gdy sprawy idą nie tak w najgorszym możliwym momencie... Mechanika samochodowa została zachowana w Mario Party 10, choć w Super Mario Party gracze znów mogą poruszać się po planszy indywidualnie.
W Super Mario Party Jamboree wprowadzono nową funkcję o nazwie „Jamboree Buddy”, w której gracze mogą zdobyć tę postać za wygranie minigry Showdown. Każda postać ma inną umiejętność, taką jak kupowanie gwiazdek i przedmiotów za połowę ceny. Dodatkowo gracze mogą zdobyć podwójne korzyści lub kary dzięki Jamboree Buddy przez maksymalnie trzy tury. Super Mario Party Jamboree oferuje najwięcej minigier w historii Mario Party – 112.
W większości gier Mario Party, na koniec gry planszowej graczom mogą zostać przyznane gwiazdki bonusowe. Trzy konkretne gwiazdki przyznawane są w pierwszych sześciu grach. Wszystkie późniejsze gry oferują sześć możliwych gwiazdek bonusowych, ale maksymalnie trzy z nich przyznawane są na grę. Gwiazdki te sumują się do łącznej liczby punktów gracza. W przypadku remisu w liczbie monet i gwiazdek, o końcowym rankingu decyduje dogrywka w Dice Block.

## Odbiór
| Gra                              | MC     | GR  |
| -------------------------------- | ------ | --- |
| Konsole domowe                   |        |     |
| Mario Party                      | 79/100 | 78% |
| Mario Party 2                    | 76/100 | 76% |
| Mario Party 3                    | 74/100 | 74% |
| Mario Party 4                    | 70/100 | 73% |
| Mario Party 5                    | 69/100 | 71% |
| Mario Party 6                    | 71/100 | 73% |
| Mario Party 7                    | 64/100 | 65% |
| Mario Party 8                    | 62/100 | 63% |
| Mario Party 9                    | 74/100 | 75% |
| Mario Party 10                   | 67/100 | 64% |
| Impreza Super Mario              | 76/100 | 74% |
| Mario Party Superstars           | 80/100 | —   |
| Super Mario Party Jamboree       | 82/100 | —   |
| Konsole przenośne                |        |     |
| Mario Party Advance              | 54/100 | 57% |
| Mario Party DS                   | 72/100 | 72% |
| Mario Party: Wycieczka po wyspie | 57/100 | 59% |
| Mario Party: Star Rush           | 68/100 | 65% |
| Mario Party: 100 najlepszych     | 59/100 | 53% |

Podseria Mario Party generalnie radziła sobie dobrze pod względem sprzedaży. Super Mario Party, wydana w 2018 roku, jest najlepiej sprzedającą się grą w serii z wynikiem 21,16 miliona sprzedanych egzemplarzy, a Mario Party DS, wydana w 2007 roku, jest najlepiej sprzedającą się przenośną odsłoną.

### Kontrowersje
W oryginalnej grze Mario Party z 1998 roku na Nintendo 64, niektóre minigry wymagały od graczy obracania gałką analogową kontrolera tak szybko, jak to możliwe, w tym jedna, w której gracz ma za zadanie nakręcić Fly-Guya w domku z minigrami. Niektórzy gracze używali dłoni, a nie kciuków, do obracania gałką analogową. W rezultacie często powstawały u nich pęcherze. W odpowiedzi Nintendo rozdawało darmowe rękawiczki do gier ofiarom tych pęcherzy. Niektórzy zużywali gałkę, ponieważ nie była zbyt wytrzymała. Obrót gałki analogowej nie był już używany od czasów Mario Party 2. Wyjątkami są minigry w Mario Party 5, w których gracz musi ją obrócić tylko raz, oraz minigry w Mario Party 3, w których gracze rzucają Bowserem w sposób podobny do Super Mario 64 i nie muszą używać dłoni do poruszania gałką analogową. Mario Party: Island Tour wznowiło używanie tego typu minigier, ponieważ gracze mogą bezpiecznie obracać gałką analogową Nintendo 3DS. W Mario Party Superstars, ponieważ gra ponownie wykorzystuje gałki analogowe, na ekranie zasad minigier Tug o' War i Cast Aways umieszczono ostrzeżenie, ostrzegające graczy, aby nie obracali gałką dłońmi, aby uniknąć obrażeń dłoni i uszkodzenia gałki. Podobne ostrzeżenie pojawia się w wersji Mario Party na konsolę Nintendo Switch Online podczas uruchamiania gry.
W lipcu 2007 roku gra Mario Party 8 na konsolę domową Wii firmy Nintendo została wycofana ze sklepów w Wielkiej Brytanii krótko po premierze. Podobno przyczyną było użycie przez Kameka słowa „spastic”. Konsumenci zaczęli się skarżyć, ponieważ termin ten jest używany w odniesieniu do osób z niepełnosprawnością intelektualną i w Wielkiej Brytanii jest uważany za wysoce obraźliwy. W sierpniu 2007 roku Nintendo ponownie wydało grę, zastępując słowo „spastic” słowem „erratic”.